# Pogonotarsus gerardi
Pogonotarsus gerardi är en skalbaggsart som beskrevs av Thierry Bourgoin 1924. Pogonotarsus gerardi ingår i släktet Pogonotarsus och familjen Cetoniidae. Inga underarter finns listade i Catalogue of Life.